# إيي
إيي (تُكتب أحيانًا إيني أو إيغه؛ هو روح في الميثولوجيا التركية يعتبر الإله الوصي لمكان ما، أو شخص، أو سلالة، أو أمة، أو موارد طبيعية، أو حيوان. على الرغم من أن هذه الأرواح تسمى "أسياد" أو "مالكين"، إلا أنها ليست بالضرورة محل عبادة. قد تُبجل على أنها الجوهر المقدس للأشياء دون أن تُؤله أو حتى تجسد.:{{{1}}}

## أرواح السادة
المصطلح يعني المالك، السيد، الرب، الحائز في اللغات التركية. كلمة إيزين (Ezen) (الروح المألوفة، روح الحامي) لها نفس المعنى (مالك، حائز) في اللغة المنغولية.
في سياق الشانمانية التركية وأنظمة المعتقدات التقليدية، فإن إيي ليس مالكًا ماديًا بل هو مالك روحي، روح حامية أو عبقرية المكان التي تجسد وتحكم مكانًا محددًا، أو ظاهرة طبيعية، أو جسمًا، أو مفهومًا.
المنظور الأكاديمي: يؤكد علماء مثل Ákos Bertalan Apatóczky و Vladimir N. Basilov أن المفهوم يتجاوز بكثير الحيوية البسيطة (الإيمان بأن لكل شيء روح) إلى شكل من أشكال "الحيوية المالكية". إنه نظام حيث الكون منظم تحت ولاية عدد لا يحصى من الأرواح المتخصصة التي يجب احترامها والتفاوض معها.
ليس الإيي خيرًا أو شرًا بطبيعته؛ إن تصرفه انعكاس مباشر للفعل البشري. الاحترام الذي يُظهر من خلال القرابين والسلوك السليم يجلب بركة الإيي وحمايته، مما يضمن صيدًا ناجحًا، أو عائلة صحية، أو حصادًا وفيرًا. على العكس من ذلك، فإن عدم الاحترام أو الإضرار بمجال نفوذه يستدعي سوء الحظ والانتقام. وهكذا تصبح الحياة نفسها حوارًا مستمرًا مع هؤلاء المالكين غير المرئيين، عقدًا مقدسًا حيث يجب على البشرية أن تعترف بمكانتها داخل نظام بيئي وكوزمولوجي تحكمه الأرواح.
في الميثولوجيا الأذرية، يُوصفون عادة بأنهم خيرون تجاه البشرية.

## الميثولوجيا
ذكرت أينور غازانفارغيزي أنه وفقًا للتنغرية، خلق الله (تنغري) الإيي ومنحهم السيادة على مكان محدد. كان من الممكن أن يكونوا مشابهين للملائكة في الأديان الإبراهيمية. ومع ذلك، غالبًا ما يتم تذكر تأثيرهم السلبي فقط وبالتالي تم شيطنتهم في كثير من الأحيان. وتجادل بأن الإيي لا يُعتقد أنه خير أو شر بطبيعته، ولكن موقف الإيي يعتمد على احترام الإنسان لطبيعة مجال نفوذه: إذا تم إهانة إيي الحديقة، فسوف يتسبب في ذبول الحديقة. أما إذا تم احترام الإيي، فستزدهر الحديقة. تنتقد كلاً من شيطنة الإيي كشياطين (كارا إيي)، وكذلك تأليههم من قبل الباحثين الغربيين. فالإيي ليس خيرًا ولا شرًا بطبيعته، بل أرسله الله للتفاعل مع البشر بطريقة محترمة.
وفقًا للميثولوجيا التركية التي جمعها فيربتسكي فاسيلي، فإن الإيي يظهر مشابهًا للملائكة الساقطة. عندما رغب إرليك خان في خلق عالم بمفرده ليملأه بشعبه الخاص، أُمر أولغين بطرد إرليك وخدمه من السماء. وقعت معركة وأصيب إرليك، وألقي به في العالم السفلي، جنبًا إلى جنب مع خدمه. سقطوا مثل قطرات الماء، وأصبح كل من خدمه روحًا تتوافق مع العنصر المحدد الذي سقط فيه. وهكذا، أصبح أولئك الذين سقطوا في النار أود-إييلر (إيي النار)، وأولئك الذين سقطوا في الماء أصبحوا سو-إييلر (إيي الماء)، إلخ.

## التبجيل
هو الاسم الذي يطلق على كائنات شبيهة بالقديسين في العديد من الأماكن مثل أذربيجان، الأناضول وأخيسكا. على الرغم من أن الكلمة تبدو أنها صيغة الجمع لكلمة "جيد" (iyeler)، إلا أنها في الواقع مرتبطة بمفهوم "إيي". تُستخدم الأضرحة والمقابر التي تعتبر مقدسة ارتباطًا بأسماء هؤلاء الإييلر. وفقًا للمعتقد، تعتبر كائنات مثل "فتيات الآل" (al girls)، اللواتي لديهن أيدٍ خصبة ويجعلن كل ما تلمسنه مثمرًا، من بين الإيي. يقال من بينهم قديسون، أنبياء، وملائكة. كانت القبور، التي كان يُعتقد أنها أماكن ينام فيها الإييلر، تعتبر أماكن حج وكان المرضى ومن لم يجدوا علاجًا يذهبون إليها.

## إييلر معروفة
1. سو إييسي: روح الماء.
2. أود إييسي: روح النار.
3. إيف إييسي: روح المنزل.
4. يل إييسي: روح الريح.
5. داغ إييسي: روح حامية للجبال.
6. أورمان إييسي: روح حامية للغابة.
7. إيرماك إييسي: مالك النهر.
8. أبزار إييسي: مالك الفناء.
9. ير إييسي: روح الأرض المقدسة.

### أرواح أخرى
هذه في مرتبة إييلر أخرى:
1. أران إييسي، داميز إييسي، كيتره إييسي: روح الإسطبل.
2. أفول إييسي، كوي إييسي، بوجاك إييسي: روح القرية.
3. أغاش إييسي، ييغاش إييسي: روح الشجرة.
4. بولاك إييسي، بينار إييسي، تشيشمه إييسي: روح النبع.
5. ديغيرمن إييسي: روح الطاحونة.
6. إيكين إييسي، أريش إييسي: روح المحصول.
7. إرغينه إييسي، أوركاي إييسي، شاهتا إييسي: روح منجم المنجم.
8. مال إييسي، سغير إييسي: روح الماشية.
9. كيلا إييسي، هايفان إييسي: روح الحيوانات.
10. أوتاغ إييسي، تشادير إييسي، تشيرغي إييسي: روح الخيمة.
11. سوغوك إييسي، غور إييسي، غوموت إييسي: روح القبر.
12. تارلا إييسي، باسو إييسي، إيتيز إييسي: روح الحقل.
13. توبلاك إييسي، مسجد إييسي: روح المسجد.
14. يول إييسي، يولاك إييسي: روح الطريق.
15. يوناك إييسي، حمام إييسي، جاغليك إييسي: روح الحمام.
16. أورين إييسي، بيغ إييسي، تشالدبار إييسي: روح الأنقاض.
17. إين إييسي، مغارة إييسي، أونكير إييسي: روح الكهف.
18. بولوت إييسي: روح السحب.
19. كارا إيي: روح العالم السفلي، يمكن مقارنته بشيطان.[8]

## روابط خارجية
- Türk Mitoloji Sözlüğü, Pınar Karaca (İççi), (İdi-İzi), (İye-Yiye)
- İyeler, Yaşar Kalafat
- Gök Tengri İnancının Anadoludaki İzleri, Yaşar Kalafat